# Притча о работниках в винограднике

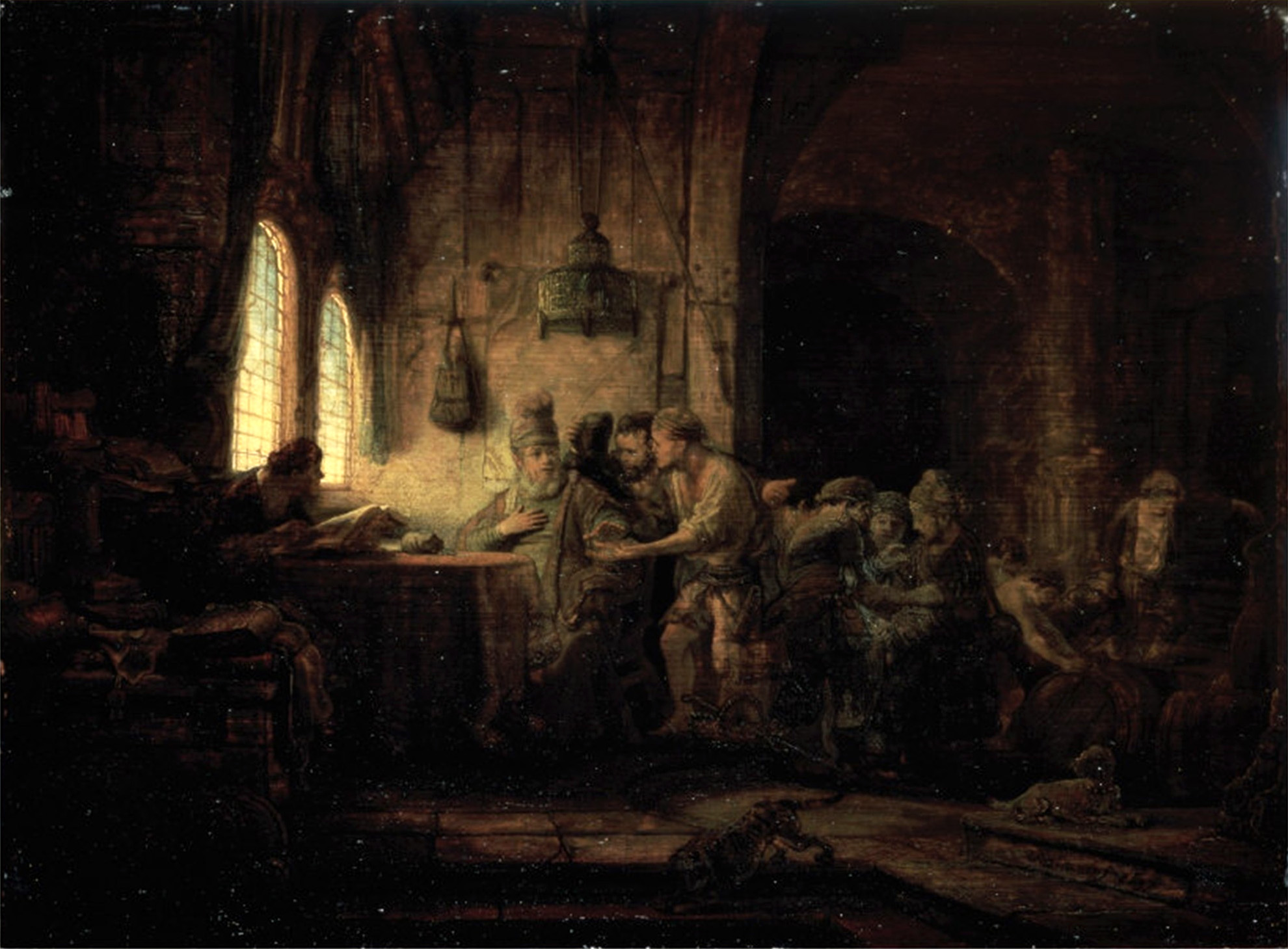
Притча о работниках в винограднике (Рембрандт, 1637 год)

Притча о работниках в винограднике — одна из притч Иисуса Христа, содержащаяся в Евангелии от Матфея.
В ней Иисус уподобляет Царство Небесное винограднику, хозяин которого утром вышел нанимать работников. Первым нанятым он пообещал плату в один динарий. Затем хозяин ещё в третий, шестой, девятый и одиннадцатый час выходил нанимать работников говоря: «что следовать будет, дам вам» (Мф. 20:4). Когда закончился день, работники пришли к нему получать плату и, несмотря на то, что кто-то из них проработал полный день, а кто-то только один час — все получили одинаковую плату. Первые из нанятых возмутились:

эти последние работали один час, и ты сравнял их с нами, перенёсшими тягость дня и зной. Он же в ответ сказал одному из них: друг! я не обижаю тебя; не за динарий ли ты договорился со мною? возьми своё и пойди; я же хочу дать этому последнему [то же], что и тебе; разве я не властен в своём делать, что хочу? или глаз твой завистлив от того, что я добр? Так будут последние первыми, и первые последними, ибо много званых, а мало избранных.
— Мф. 20:12—16

## Богословское толкование
Несмотря на то, что в начале притчи сказано, что под виноградником понимается Царствие Небесное, у богословов были различные мнения по данному вопросу. Ориген под виноградником понимал церковь, а Иоанн Златоуст — «повеления и заповеди Божии».
Феофилакт Болгарский пишет, что хозяин виноградника это Иисус Христос, который нанимает людей «для возделывания виноградника, то есть своей собственной души». При этом он особо комментирует, кого следует понимать под работниками, нанятыми в различное время:

одного утром, то есть, в юном возрасте, другого в третьем часу, то есть, около двадцати пяти лет, иных в шестом и девятом часу, то есть, лет тридцати от роду и вообще в мужеском возрасте, а в единонадесятом часу — старцев, ибо многие, и в старости уверовавши, получили спасение.

Аверкий (Таушев) пишет, что в образе равной платы всем работникам показано, что «награда зависит не от заслуг человеческих, а исключительно от милости Божией».